# Chruściele (Wołomin)
Pour les articles homonymes, voir Chruściele.

Chruściele (prononciation : [xruɕˈt͡ɕɛlɛ]) est un village polonais de la gmina de Dąbrówka dans le powiat de Wołomin de la voïvodie de Mazovie dans le centre-est de la Pologne.
Il est situé à environ 6 kilomètres au sud-est de Dąbrówka (siège de la gmina) 16 kilomètres au nord de Wołomin (siège du powiat) et 36 kilomètres au nord-est de Varsovie (capitale de la Pologne).
Le village possède une population de 129 habitants en 2002.

## Histoire
De 1975 à 1998, le village appartenait administrativement à la voïvodie d'Ostrołęka.